# ミコワイ・ボウトゥッチ

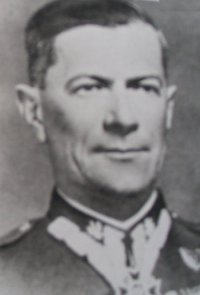

ミコワイ・ボウトゥッチ（Mikołaj Bołtuć；1893年12月21日 - 1939年9月22日）は、ポーランドの軍人。准将。
ペテルブルク出身。1911年、オムスク幼年団、1913年、パヴロフ軍事学校で教育を受ける。ロシア帝国軍において、第一次世界大戦に従軍。1917年12月、第3ポーランド軍団に入り、その解散後、1918年11月にジェリゴフスキ（pl:Lucjan Żeligowski）将軍の第4狙撃師団に入った。
1918年からポーランド軍に入隊し、第31歩兵連隊長となる。ポーランド・ソビエト戦争に従軍し、ザモシチ防衛の際に功績を挙げた。1921年、ワルシャワの高等軍事学校を卒業し、参謀本部第3（作戦）課長、東部司令部の課長を歴任。1926年、監察総監本部に異動。1928年～1930年、旅団を指揮。1930年7月から第19歩兵師団長。1934年～1939年、第4歩兵師団長。
ドイツ軍のポーランド侵攻直前、グルジョンツ（Grudziądz）集団を指揮。開戦後、ポモジェ軍の東部作戦群を指揮し、戦死。